# Dobużek (przystanek kolejowy)
Dobużek – dawny przystanek osobowy kolejki wąskotorowej w Dobużku-Kolonii, w gminie Łaszczów, w powiecie tomaszowskim, w województwie lubelskim.